# ساترن کوپر
ساترن کوپر (انگلیسی: Southern Copper Corporation) شرکت استخراج معادن مکزیکی است، که در زمینه تولید مس، مولیبدن، روی و نقره فعالیت می‌کند. اکثریت سهام این شرکت در اختیار گروپو مکزیکو می‌باشد و بخشی از سهام آن نیز در بازار بورس نیویورک معامله می‌شود. دفتر مرکزی ساترن کوپر در شهر مکزیکو سیتی قرار دارد.